# 92' 고래 사냥
《92' 고래 사냥》은 KBS 2TV에서 1992년 3월 4일부터 1992년 3월 26일까지 매주 수,목 밤 21시50분에 방영되었던 드라마이며 김성령 (춘자 역)과 최진영 (병태 역)이 해당 작품으로 안방극장 데뷔를 했으나 민우 역의 배우를 찾지 못해 어려움을 겪었고 이원용이 민우 역으로 간신히 낙점됐다.

## 제작진
- 극본 : 박구홍
- 연출 : 박수동

## 출연진
- 최진영 : 병태
- 김성령 : 춘자
- 이원용 : 민우
- 박은영 : 미란
- 송재호
- 김창숙
- 선우용녀
- 김민희
- 박웅
- 최병학
- 안대용
- 권오현
- 양형호
- 정형기
- 이지형
- 한현배
- 정동남
- 이두섭
- 손현주

| 한국방송공사 수목 미니시리즈                                  | 한국방송공사 수목 미니시리즈                     | 한국방송공사 수목 미니시리즈                      |
| 이전 작품                                                     | 작품명                                           | 다음 작품                                         |
| ------------------------------------------------------------- | ------------------------------------------------ | ------------------------------------------------- |
| 수요일은 모짜르트를 듣는다 (1992년 2월 5일 ~ 1992년 2월 27일) | 92' 고래 사냥 (1992년 3월 4일 ~ 1992년 3월 26일) | 백번 선본 여자 (1992년 4월 1일 ~ 1992년 4월 23일) |

1. ↑  “「고래사냥」TV드라마로"안방노크"”. 경향신문. 1992년 2월 8일. 2021년 6월 4일에 확인함.
2. ↑  강석운 (1992년 2월 22일). “소설각색 드라마 봄맞이 경쟁”. 한겨레신문. 2021년 6월 4일에 확인함.